# ورزشگاه کائو لان
ورزشگاه کائو لانه (به لاتین: Cao Lãnh Stadium) یک ورزشگاه در ویتنام است که در کائو لان واقع شده‌است.